# تپه صومعه
تپه صومعه مربوط به سده ۴ تا ۶ قمری است و در شهرستان نیشابور واقع شده و این اثر در تاریخ ۱ آذر ۱۳۸۸ با شمارهٔ ثبت ۲۸۱۱۲ به‌عنوان یکی از آثار ملی ایران به ثبت رسیده است.